# 萨包迪亚
萨包迪亚（義大利語：Sabaudia），是意大利拉蒂纳省的一个市镇。总面积144.3平方公里，人口19381人，人口密度134.3人/平方公里（2009年）。ISTAT代码为059024。